# Noncourt-sur-le-Rongeant
 Noncourt-sur-le-Rongeant  es una población y comuna francesa, en la región de Champaña-Ardenas, departamento de Alto Marne, en el distrito de Saint-Dizier y cantón de Poissons.

## Demografía
| 259 | 281 | 258 | 256 | 215 | 194 |
| Para los censos de 1962 a 1999 la población legal corresponde a la población sin duplicidades (Fuente: INSEE [Consultar]) |     |     |     |     |     |